# Talsperre Březová
Die Talsperre Březová, früher Talsperre Pirkenhammer, auch Talsperre Karlsbad (tschechisch Vodní nádrž Březová) ist ein Wasserreservoir in Tschechien. Sie dient zusammen mit der Talsperre Stanovice dem Hochwasserschutz der Stadt Karlovy Vary.

## Geographie
Die Anlage befindet sich vier Kilometer südwestlich des Stadtzentrums von Karlovy Vary in 430 m ü. M. im Kaiserwald zwischen den Bergen Doubská hora (Aberg), Ohreč (Risswald) und Vysoký hřbet (Tafelberg) in einer Flussschleife der Teplá auf dem Gebiet der Gemeinde Březová. Das gestaute Gewässer ist die Teplá.
Westlich des Stausees verläuft die Bahnstrecke Mariánské Lázně–Karlovy Vary. Im Osten führt entlang der Talsperre und über den Damm die E49/Staatsstraße 20 zwischen Karlovy Vary und Mariánské Lázně. Südöstlich liegt die Burgruine Funkštein (Funkenstein).

## Geschichte
Nach der Überschwemmung vom 24. November 1890 in Karlsbad begann die Stadt mit der Planung von Hochwasserschutzmaßnahmen. Ein Gutachten der Hydrographischen Landesanstalt Prag hielt im Jahre 1907 den Bau von zwei Talsperren an der Tepl und am Lamnitzbach für erforderlich.
Zum Zwecke eines schnellen Hochwasserschutzes wurde die Entscheidung getroffen, zunächst nur eine Talsperre an der Tepl zu errichten. Der Staudamm sollte in der Flussbiegung „Aicher Gelenk“ entstehen. Dort zeigte sich der Untergrund als ungeeignet und die Vorbereitungen für den Dammbau wurden einen Kilometer unterhalb des ursprünglich vorgesehenen Standortes aufgenommen, wo sich fester Granit befand.
Der Erste Weltkrieg unterbrach die Planungen, die erst 1926 weitergeführt wurden. Als Architekt wirkte hierbei Arthur Payr (1880–1937), Professor an der Deutschen Technischen Hochschule Prag mit. 
Im Juli 1931 begannen die Bauausführungen durch ein Konsortium aus dem Prager Unternehmen Lanna und Pittel+Brausewetter aus Wien, die im Oktober 1935 abgeschlossen wurde. 1937 wurde die Talsperre in Betrieb genommen. Durch den Stau wurde die alte steinerne Mautbrücke über die Tepl überflutet, die bei Niedrigwasser sichtbar wird.
Der 24,95 m hohe Damm liegt westlich über dem Dorf Březová. Die als Straße dienende Dammkrone ist 228,8 m lang und 8,4 m breit. Die Talsperre fasst 5,687 Mio. m³ Wasser und hat eine Wasserfläche von 76,8 ha.
In der Talsperre wurde ein Kleinkraftwerk eingerichtet. Es besteht aus drei Aggregaten, von denen die ersten beiden jeweils mit einer Francisturbine F30H bestückt sind und eine Gesamtleistung von 216 kW erbringen können. Das dritte Aggregat hat eine Leistung von 42 kW.